# Баранова, Анастасия
Анастасия Баранова (англ. Anastasia Baranova; род. 23 апреля 1989) — российско-американская актриса, наиболее известная своей ролью Дженнифер «Скаут» Лоер в телевизионном сериале «Скаутское сафари» и Эддисон Карвер в телесериале «Нация Z».

## Биография
Родилась в Москве, в СССР. В детском возрасте начала карьеру фотомодели. В 1998 году Баранова вместе с матерью перебралась в штат Миннесота, в США, где продолжила карьеру фотомодели. В 2000 году Баранова переехала в Калифорнию, где начала свою актёрскую карьеру. Для изучения английского языка использовала обучающие игры JumpStart. Свободно говорит на русском и английском языках. Обучалась в Чепменском университете.
Также окончила Los Angeles-based school The Acting Corps. По состоянию на 2010 год проживает в Лос-Анджелесе, в Калифорнии. В 2016 году заявила о том, что является бисексуалкой.

## Карьера
Начала свою карьеру в 2002 году, снявшись в небольшой роли в сериале Disney Channel «Лиззи Магуайер». Затем она получила главную роль Дженнифер Лоуэр в сериале Discovery Kids/NBC «Скаутское сафари». Съёмки сериала начались в июле 2002 года и проходили главным образом в ЮАР. Сериал транслировался с октября 2002 по февраль 2004 года. В общей сложности было снято 26 эпизодов в два сезона.
Позже Баранова появилась в таких сериалах как, «Новая Жанна д’Арк», «Вероника Марс», «Дрейк и Джош», «Седьмое небо» и «Малкольм в центре внимания». В 2007 году снялась в фильме «Вампирша». В 2010 году снялась в телесериале HDNet «Светлана».
В 2014 году присоединилась к актёрскому составу постапокалиптического сериала Syfy «Нация Z», где играет роль Эддисон «Эдди» Карвер.

## Фильмография
| Год  | Название                                                   | Роль              | Примечания |
| ---- | ---------------------------------------------------------- | ----------------- | ---------- |
| 2007 | Вампирша                                                   | Девушка-подросток |            |
| 2011 | Апокалипсис в Калифорнии                                   | Интервьюерша 2    |            |
| 2014 | Небольшое привидение: Вы знакомы с моим другом вурдалаком? | Молодая Эмма      |            |

| Год       | Название                   | Роль                   | Примечание                                           |
| --------- | -------------------------- | ---------------------- | ---------------------------------------------------- |
| 2002      | Лиззи Магуайер             | Кара Гюнтер            | Эпизод: «За бугром»                                  |
| 2002-04   | Скаутсокое сафари          | Дженнифер «Скаут» Лоер | Главная роль                                         |
| 2004      | Новая Жанна д’Арк          | Студентка по обмену    | Эпизод: «Неплохой парень»                            |
| 2004-05   | Вероника Марс              | Лиззи Мэннинг          | Эпизоды: «Как девственница», «Зеленоглазое чудовище» |
| 2005      | Дрейк и Джош               | Yooka                  | Episode: «We’re Married»                             |
| 2005      | Седьмое небо               | Лизи Уилер             | Эпизод: «Круг вокруг Роузи»                          |
| 2005      | Малкольм в центре внимания | Соня                   | Эпизод: «Затмение»                                   |
| 2010      | Светлана                   | Настя                  | Эпизод: «Выполненное желание»                        |
| 2012      | 90210                      | Риз Тёрнер             | Эпизод: «902-100»                                    |
| 2013      | Сыны анархии               | Эскорт                 | Эпизод: «Хун Ву»                                     |
| 2014-2018 | Нация Z                    | Эддисон Карвер         | Главная роль                                         |

| Год  | Название              | Роль                                   | Источник |
| ---- | --------------------- | -------------------------------------- | -------- |
| 2011 | Rise of Nightmares    | Саша / Таша                            |          |
| 2011 | The Darkness II       | Анжелус/ Винус / Дополнительные голоса |          |
| 2014 | Yaiba: Ninja Gaiden Z | Мисс Понедельник                       |          |
| 2015 | Evolve                | Дополнительные голоса                  | [ 8 ]    |